# 海峡迷子
「海峡迷子」（かいきょうまいご）は、2018年12月5日に発売された中西りえの8枚目のシングル。

## 批評
CDジャーナルは、「失恋直後の心情と航路の寒々しさが重なり哀愁を誘う演歌曲に仕上がっている。」と批評した。

## 収録曲
- 両楽曲共に、作曲：樋口義高、編曲：若草恵

1. 海峡迷子（4分59秒）
作詞：かず翼
2. 東京かぐや姫（5分2秒）
作詞：北爪葵
3. 海峡迷子（オリジナル・カラオケ）
4. 東京かぐや姫（オリジナル・カラオケ）
5. 海峡迷子（一般用カラオケ・1音下げ）
6. 東京かぐや姫（一般用カラオケ・1音下げ）